# 서울교통공사
서울교통공사(서울交通公社)는 서울특별시 산하 지방 공기업이다.

## 통합배경
서울메트로와 서울특별시 도시철도공사 통합은 2014년 12월 박원순 서울특별시장의 핵심 공약에 따라 서울 지하철 혁신방안 일환으로 추진되었다. 중복인력 감축, 서울메트로, 서울특별시 도시철도공사 임원 인건비 절감으로 2027년까지 10년간 연간 약 214억원의 비용절감 효과가 발생한다고 전망하였다. 하지만 양쪽 기관 노동조합의 반대 표명으로 2016년 3월자로 통합 논의가 중단되었다. 그러나 같은해 5월, 구의역 스크린도어 사망 사고의 발생을 계기로 안전관리 부재 문제가 제기됨에 따라, 기관 통합으로 안전관리의 효율성을 높여야 한다는 여론 속에 통합 논의가 재개되었다. 그 과정에서 양 노조가 통합 찬성으로 돌아섰고, 2017년 3월 서울특별시의회에서 ‘서울교통공사 설립 조례’가 통과되면서 통합 절차가 시작되었다.
2017년 5월 31일 서울교통공사가 공식 출범하였다. 초대 사장은 구 서울도시철도공사 사장이였던 김태호가 임명되었고, 박원순 서울특별시장은 출범식에서 지난 2년 동안 통합을 위해 노력한 모든 이들에게 감사한다며 공사가 시민에게 더욱 사랑받는 공기업이 되도록 노력하겠다고 밝혔다. 구의역 스크린도어 사망 사고로 안전 문제가 촉발된 만큼, 통합 과정에서 안전관리 부문도 강화하였다. 서울교통공사 본사 안전관리본부 산하로 1∼8호선 관리를 일원화하였고, 기술센터 26곳 설치로 기술직의 현장 협업을 강화하였다. 또한 각 노선마다 안전관리관을 배치하여 유사시 발 빠르게 대응하도록 하였다. 통합에 따른 중복 인력 393명은 역사 등 일선 현장으로 재배치되었고, 스크린도어 보수 인력도 175명이 늘어났다.
본 공사의 캐릭터로 사용된 '또타'는 '또 타고 싶은 서울 지하철'의 머리 글자로서, 시민 여러분과 늘 함께하는 서울지하철의 모습을 밝고 유쾌한 이미지를 함축적으로 표현하는 캐릭터이므로, 전동차 측면 모양으로 캐릭터 얼굴을 디자인하여 일상적으로 이용하는 대중교통 수단의 모습을 참신한 느낌으로 담아냈고, 메인 컬러로 설정된 파란색은 시민과 공사 간의 두터운 신뢰를 상징하고 있다.

## 연혁
- 2017년 5월 1일: 설립
- 2018년 11월 28일: 9호선 2ㆍ3단계 운영
- 2019년 12월 21일: 6호선 신내역 개통
- 2020년 8월 8일: 5호선 하남선 1단계 구간 개통(미사~하남풍산, 2역 4.6km)
- 2021년 3월 27일: 5호선 하남선 2단계 구간 개통(강일, 하남시청~하남검단산, 3역 2.9km)
- 2021년 12월 18일: 8호선 남위례역 개통
- 2022년 3월 19일: 4호선 진접선 개통(불암산~진접, 3역 14.9km)
- 2024년 8월 10일: 8호선 별내선 개통(암사~별내, 6역 개통 12.9km)

## 역대 사장
| 역대     | 사장   | 임기                             |
| -------- | ------ | -------------------------------- |
| 1대      | 김태호 | 2017년 5월 1일~2019년 12월 23일  |
| 직무대행 | 최정균 | 2019년 12월 24일~2020년 3월 31일 |
| 2대      | 김상범 | 2020년 4월 1일~2023년 1월 26일   |
| 직무대행 | 심재창 | 2023년 1월 27일~5월 22일         |
| 3대      | 백호   | 2023년 5월 23일~                 |

## 운영 노선
서울교통공사 본사가 직영하는 노선만 기재하며, 자회사 노선은 제외한다.
수도권 전철 1호선, 수도권 전철 3호선, 수도권 전철 4호선은 한국철도공사와 같이 운영하고 있으며, 수도권 전철 4호선은 남양주도시공사와, 서울 지하철 7호선은 인천교통공사와, 서울 지하철 9호선은 서울시메트로9호선과 같이 운영하고 있다.
- ● 수도권 전철 1호선: 청량리역 ~ 서울역[5]
- ● 서울 지하철 2호선: 전 구간
- ● 수도권 전철 3호선: 지축역 ~ 오금역[6]
- ● 수도권 전철 4호선: 불암산역 ~ 남태령역[7]
- ● 수도권 전철 5호선: 방화역 ~ 하남검단산역 (본선), 강동역 ~ 마천역 (마천지선)
- ● 서울 지하철 6호선: 전 구간
- ● 서울 지하철 7호선: 장암역 ~ 온수역[8]
- ● 수도권 전철 8호선: 모란역 ~ 암사역사공원역[9]
- ● 서울 지하철 9호선: 언주역 ~ 중앙보훈병원역[10]
- ● 수도권 광역급행철도 A노선: 수서역 ~ 동탄역

## 운행 지역
서울교통공사 소속 전동차가 직결 운행으로 타사(한국철도공사, 인천교통공사, 남양주도시공사, 구리도시공사) 구간에 진입하는 경우를 포함했다. 자회사 노선인 수도권 전철 서해선의 소사역 ~ 원시역 구간, 김포 도시철도의 전 구간은 제외했다.
- 서울특별시 : 전 지역
- 인천광역시
  - ● 수도권 전철 1호선: 부평구, 남동구[11], 미추홀구, 동구[12], 중구
  - ● 서울 지하철 7호선: 부평구, 서구[13]
- 경기도
  - ● 수도권 전철 1호선: 양주시, 의정부시, 부천시, 안양시, 군포시, 의왕시, 수원시, 화성시[14], 오산시[15](한국철도공사 소속 전동차만 다니는 연천역 ~ 덕계역 구간과 세마역 ~ 신창역 구간, 광명역은 제외)
  - ● 수도권 전철 3호선: 고양시
  - ● 수도권 전철 4호선: 남양주시, 과천시, 안양시, 군포시, 안산시, 시흥시
  - ● 수도권 전철 5호선: 하남시
  - ● 서울 지하철 7호선: 광명시, 부천시
  - ● 수도권 전철 8호선: 성남시, 남양주시, 구리시
  - ● 수도권 광역급행철도 A노선: 성남시, 용인시, 화성시

## 차량 기지
- 군자차량사업소 (1호선 및 2호선 본선/성수지선)
- 신정차량사업소 (2호선 본선 서부권 및 신정지선)
- 지축차량사업소, 수서차량사업소 (3호선)
- 창동차량사업소 (4호선)
- 고덕차량사업소, 방화차량사업소 (5호선)
- 신내차량사업소 (6호선)
- 도봉차량사업소, 천왕차량사업소 (7호선)
- 모란차량사업소 (8호선)
- 운정차량사업소 (GTX-A)

## 보유 차량
- ● 수도권 전철 1호선: 1000호대 VVVF 전동차, 1000호대 저항제어 전동차
- ● 서울 지하철 2호선: 2000호대 VVVF 전동차
- ● 수도권 전철 3호선: 3000호대 VVVF 전동차
- ● 수도권 전철 4호선: 4000호대 VVVF 전동차
- ● 수도권 전철 5호선: 5000호대 전동차
- ● 서울 지하철 6호선: 6000호대 전동차
- ● 서울 지하철 7호선: 7000호대 전동차
- ● 수도권 전철 8호선: 8000호대 전동차
- ● 서울 지하철 9호선: 9000호대 전동차 (서울시메트로9호선 운영 위탁 검수)

## 요금 체계
요금 체계는 수도권 전철 기본 요금제를 준용하고 있으며, 기본 요금은 10km까지의 구간에 한하여 1,400원의 비용이 들게 되며 매 5km마다 100원씩 올라가는 원칙을 두게 된다. 다만 50km를 초과할 경우, 매 8km마다 100원 더 가산되며, 강원도 춘천시와 충청남도 천안시 그리고 아산시까지 넘어오는 구간의 경우 수도권 내외를 연속하여 이용하는 것으로 간주하여 매 4km까지 마다 100원 더 지불해야 한다.
다만, 현금으로 승차하여 가까운 구간을 이용할 경우서 1000원 지폐 1장과 100원 동전 5개 등을 묶어 지불해야 기본 구간만 탈 수 있고 10km가 넘게 되면 100원 동전 지불 비중이 더 커질 수 있다. 다만 교통카드일 경우 충전된 금액에서 일정한 액수만큼 차감될 수도 있고, 정기권도 잔액에 따라 변동폭이 생길 수도 있다.

## 차량 접근음
- 상행선[16] : 실로폰
- 하행선[17] : 트럼펫

## 로고송
희망 가득 한 아름 안고서 안전하고 편안한 곳으로 행복찾아 나르는 우리 친구 서울교통공사

로고송은 2017년 8월 18일 정식으로 공개됐으며, 홈페이지 로고송 란은 다양한 것들이 존재하게 된다.

## 안내 방송
※ 안내방송은 서울교통공사 출범 이후를 기준으로 서술한다.
- 한국어 : 강희선
- 영어 : 제니퍼 클라이드
- 중국어 : 조홍매 (1~8호선)
- 일본어 : 도이 미호 (土井美穂)
- 출발 및 도착 BGM : 서울교통공사 로고송
- 환승 BGM : 얼씨구야 → 풍년

### 일반 역사
일반역사의 안내방송은 이렇게 나간다. '이번 역은 000, 000 역입니다. 내리실 문은 왼/오른쪽입니다.'가 나가며, 영어의 경우 "This stop is 000, 000. The doors are on your left/right."라는 코멘트가 나간다.

### 다음 역사
서울교통공사 1~8호선 한정으로 다음에 정차하게 될 역은 이런 안내 멘트가 나간다. '다음 역은 000, 000 역입니다. 내리실 문은 왼/오른쪽입니다.'라는 국문 멘트만 나온다.

### 환승 역사
환승 역사의 경우 2개 이상의 노선이 동시에 정차하게 되어 있는 특색상과 환승 역에서는 풍년 음악이 우선적으로 나오고 한국어와 영어 다음으로 중국어와 일본어로 안내방송이 나오게 된다.
풍년 음악이 나온 뒤, "이번 역은 000, 000 역입니다. 내리실 문은 왼/오른쪽입니다. XX, YY 방면으로 가실 고객께서는 (이번 역에서) ○호선/○○선으로 갈아타시기 바랍니다."라는 국문 안내멘트가 나온 뒤 영문인 "This stop is 000, 000. The doors are on your left/right. You can transfer to Line Number ○/○○ Line."이라는 차내 방송이 나오게 되며 후반부에는 광고 멘트도 물론 나간다. 특히 3개 이상의 노선을 가진 환승역사의 경우 복잡하지만 노선 번호 순으로 안내 멘트가 나간다. 이를테면, 고속터미널역의 경우 3호선 승차를 기준으로 할 때 7, 9호선이 먼저 나오고, 종로3가역에서 1호선 승차 시 3, 5호선 순으로 멘트가 나간다. 철도 노선이 서로 다르게 이어주는 김포공항역에서 5호선 승차 시 9호선, 공항철도, 김포골드라인 순으로 안내멘트가 나가게 된다. 다만 신설동역에서 2호선 지선을 이용할 경우 종착역 안내멘트와 함께 1호선, 우이신설선 순으로 멘트가 나가게 된다. 공덕역을 5호선에서 승차할 경우 6호선, 공항철도, 경의중앙선 순으로 안내방송이 나오고, 추후 신안산선이 개통되면 경의중앙선 다음으로 나가게 된다. 다만 서울교통공사는 아니지만 디지털미디어시티역을 경의중앙선에서 승차할 경우 6호선, 공항철도 순으로 안내방송이 나간다.

#### 중국어 및 일본어 안내 멘트
중국어, 일본어의 안내 멘트는 이렇게 나간다. 보통 중국어는 "前方到站是, 000, 000站。"을, 일본어는 "まもなく, 000, 000駅です。"라고 안내 멘트가 짤막하게 나온다. 중국어, 일본어 안내 멘트는 현재 환승역에 한하여 안내 멘트가 나오며, 추후에는 기종점 역사까지 확대될 예정에 있다.

## 경영현황
서울 지하철 9호선 2단계 구간은 자회사를 통해 운영하였으나 3단계 개통을 앞두고 노사 합의로 해당 자회사를 서울교통공사에 합병시켜 서울교통공사가 2·3단계 구간을 직영하기로 결정되었다. 그리고 보유중인 계열사는 서울시메트로9호선, 서해철도주식회사, 김포골드라인운영 등 3개의 업체로만 가지고 있다. 이들 3개의 업체가 관할하고 있는 노선들은 서울 지하철 9호선(메트로9호선), 서해선(소사원시운영), 김포골드라인(김포골드라인운영) 등을 각각 나뉘어 관할하게 된다.
통합을 했음에도 불구하고, '서울교통공사 2023년 잠정실적'에 따르면 공사는 지난해 5173억 원의 당기순손실을 기록했다. 승객 안전을 위한 투자 비용은커녕 일반적인 운영 비용조차 충당하지 못해 지속 가능성에 빨간불이 켜진 것이다.
통합이후 영업적자추이는 다음과 같다. (단위: 억원)
| 구분       | 2017년  | 2018년  | 2019년  | 2020년   | 2021년  | 2022년  | 2023년(잠정) |
| ---------- | ------- | ------- | ------- | -------- | ------- | ------- | ------------ |
| 매출액     | 11,453  | 19,865  | 20,046  | 15,595   | 16,291  | 17,683  |              |
| 영업손실   | (3,862) | (5,322) | (5,324) | (10,901) | (9,385) | (9,345) |              |
| 당기순손실 | (4,074) | (5,388) | (5,864) | (11,137) | (9,644) | (6,419) | (5,173)      |

### 노동조합
2017년 5월 31일 서울메트로와 서울특별시 도시철도공사가 통합하여 서울교통공사가 출범한 후 각각의 1노조였던 서울지하철노동조합과 5678서울도시철도노동조합이 통합해 서울교통공사노동조합이 되었고, 2노조인 서울메트로노동조합과 서울도시철도실천노동조합은 통합해 서울교통공사통합노동조합이 되었다. 서울메트로9호선운영의 청산 이후에는 민주노총 공공운수노조 서울메트로9호선지부도 서울교통공사의 노조가 되었다.

## 논란

### 친인척 특혜채용 의혹
비정규직 채용 및 채용자들의 정규직 전환 과정에서 비리가 발생했다는 의혹이 있다. 2018년 3월 1일 비정규직에서 정규직으로 전환된 서울교통공사 직원 1285명 중 108명(8.4%)이 기존 직원의 친인척이어서 석연치 않다는 것이다. 김용태 자유한국당 사무총장과 유민봉 의원 등이 해당 의혹을 적극 제기했다. 특히 해당 의혹을 처음 파헤치기 시작한 유민봉 의원은 서울교통공사에서 시행한 친인척 재직 현황 조사에서 1285명 가운데 11.2%만 응답해 108명만 친인척으로 확인된 것이라고 주장했다. 10% 가량만 응답했으니, 전수조사를 하면 그 규모가 108명의 10배인 1080명으로 늘어날 수 있다는 것이다. 자유한국당과 바른미래당 등 야당은 국정조사를 요구했다. 반면 서울시와 서울교통공사는 특혜가 아니라는 입장을 밝혔다.

### 전국장애인차별철폐연대 시위 관련 장애인에 대한 차별대우
전국장애인차별철폐연대의 대중교통 점거 시위 문서의 서울교통공사의 대응 논란 문단 참조.
- 내용을 요약하자면, YTN에서 보도한 내부 문건 자료에 따르면, 서울교통공사가 장애인에 대한 차별 대우를 지시하라는 내용이 적혀 있고, 언론 플레이를 시도하려는 정황이 포착되었다.

## 같이 보기

### 일반 주제
- 한국철도공사

### 다른 도시철도 전담 기관
- 인천교통공사
- 부산교통공사
- 대구교통공사
- 광주교통공사
- 대전교통공사
- 경기교통공사

## 갤러리

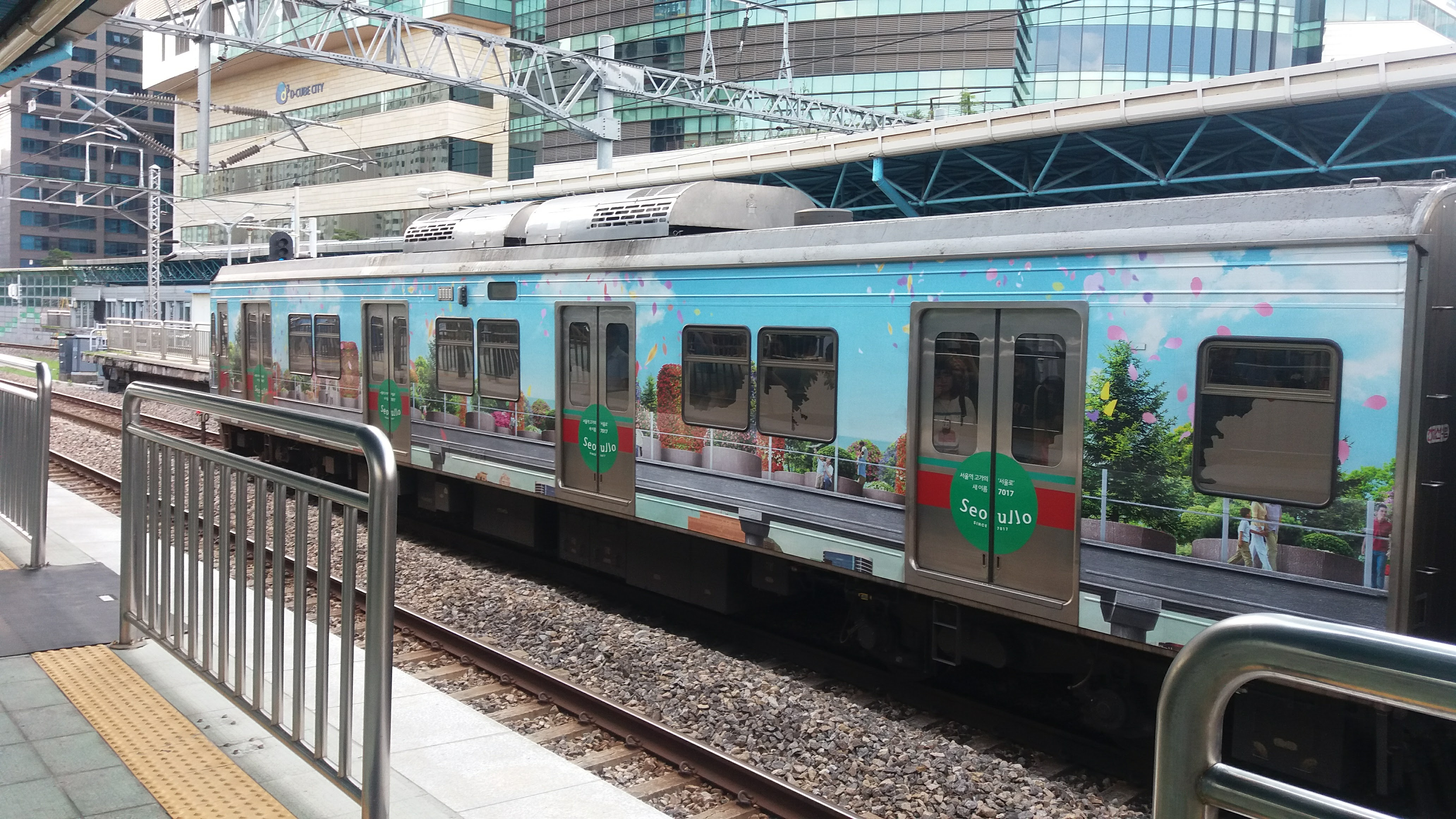
서울로 도색을 한 서울교통공사 101편성 1001호
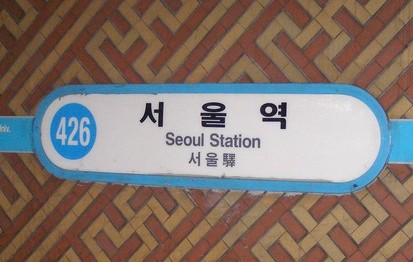
서울역 4호선 역명판으로 번호가 426번으로 되어 있다.
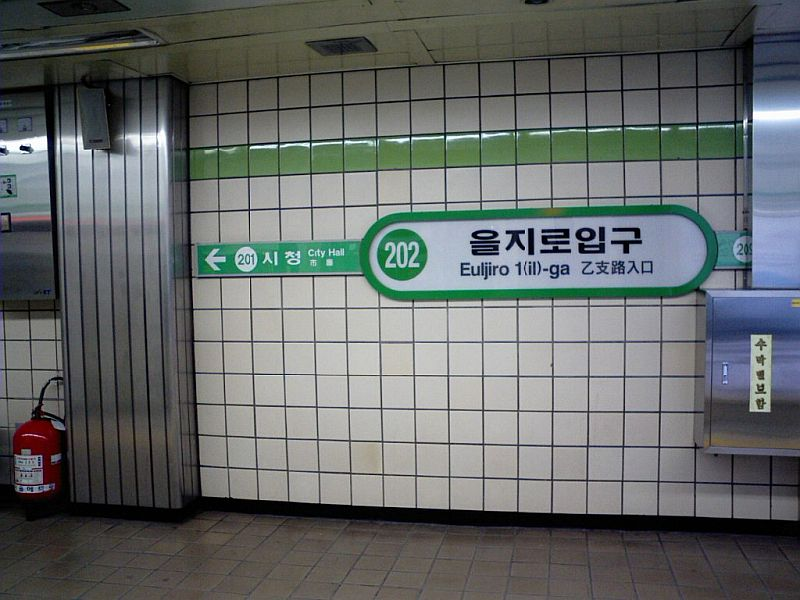
을지로입구역 역명판
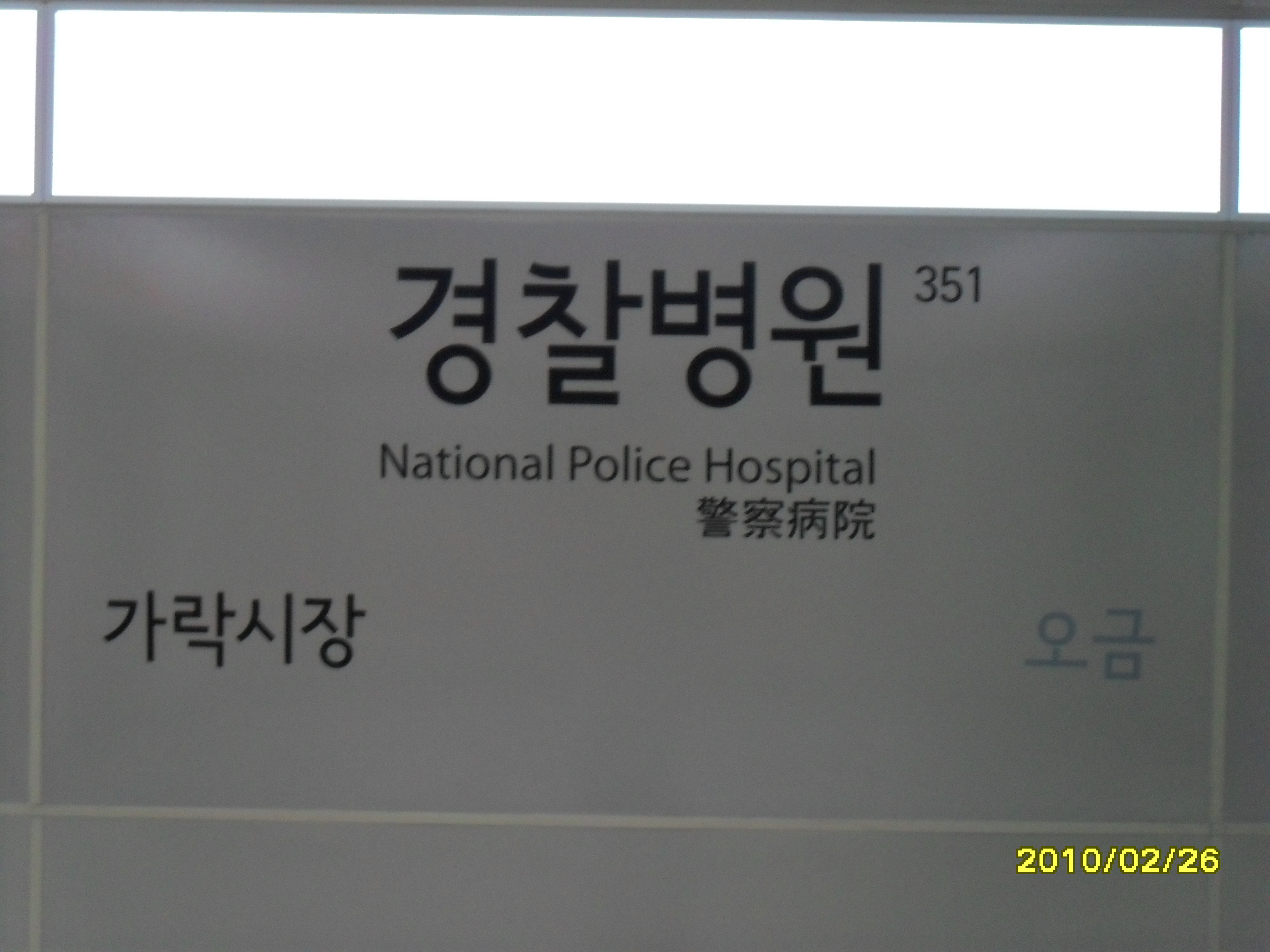
경찰병원역 역명판
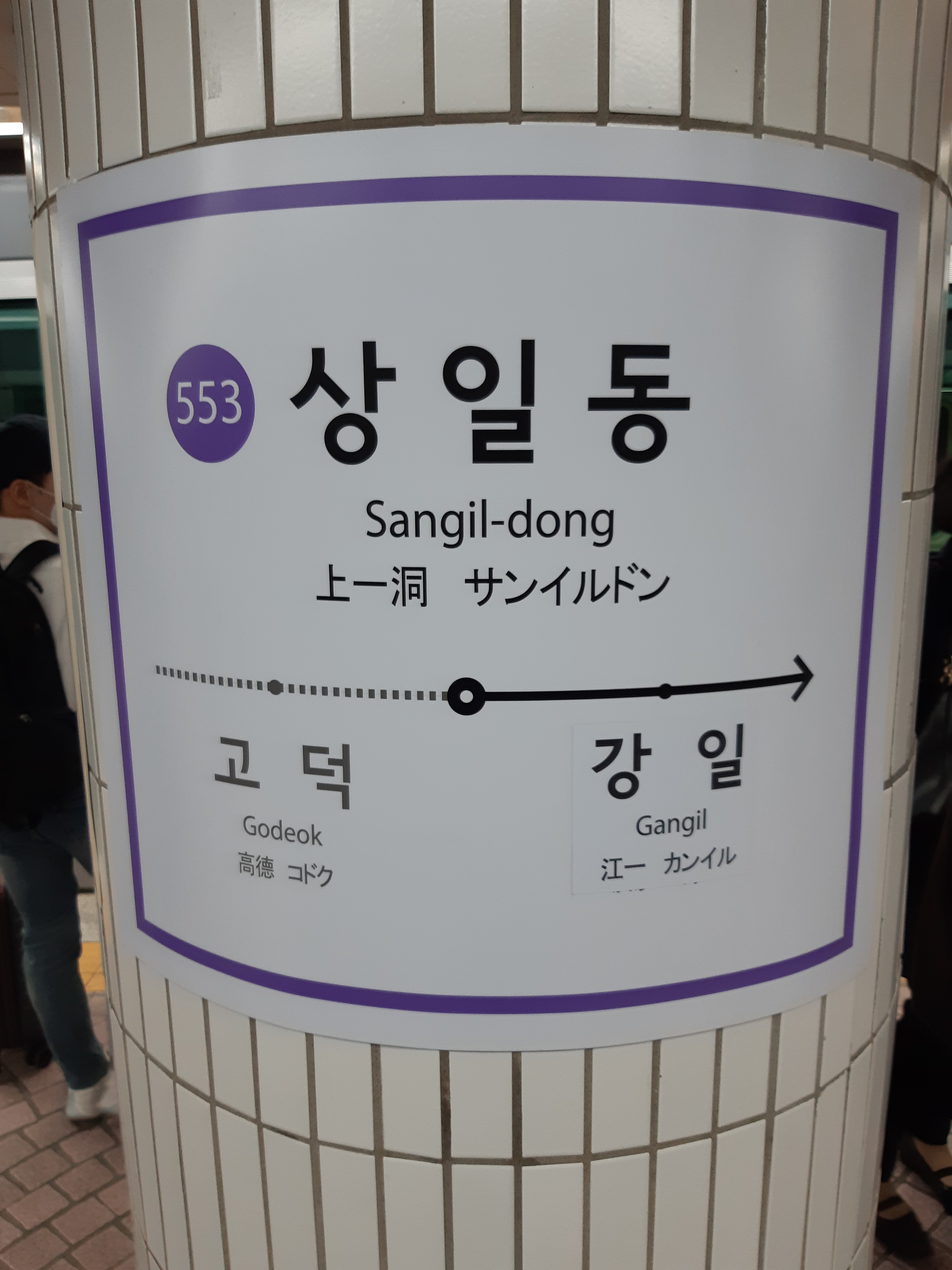
상일동역 역명판
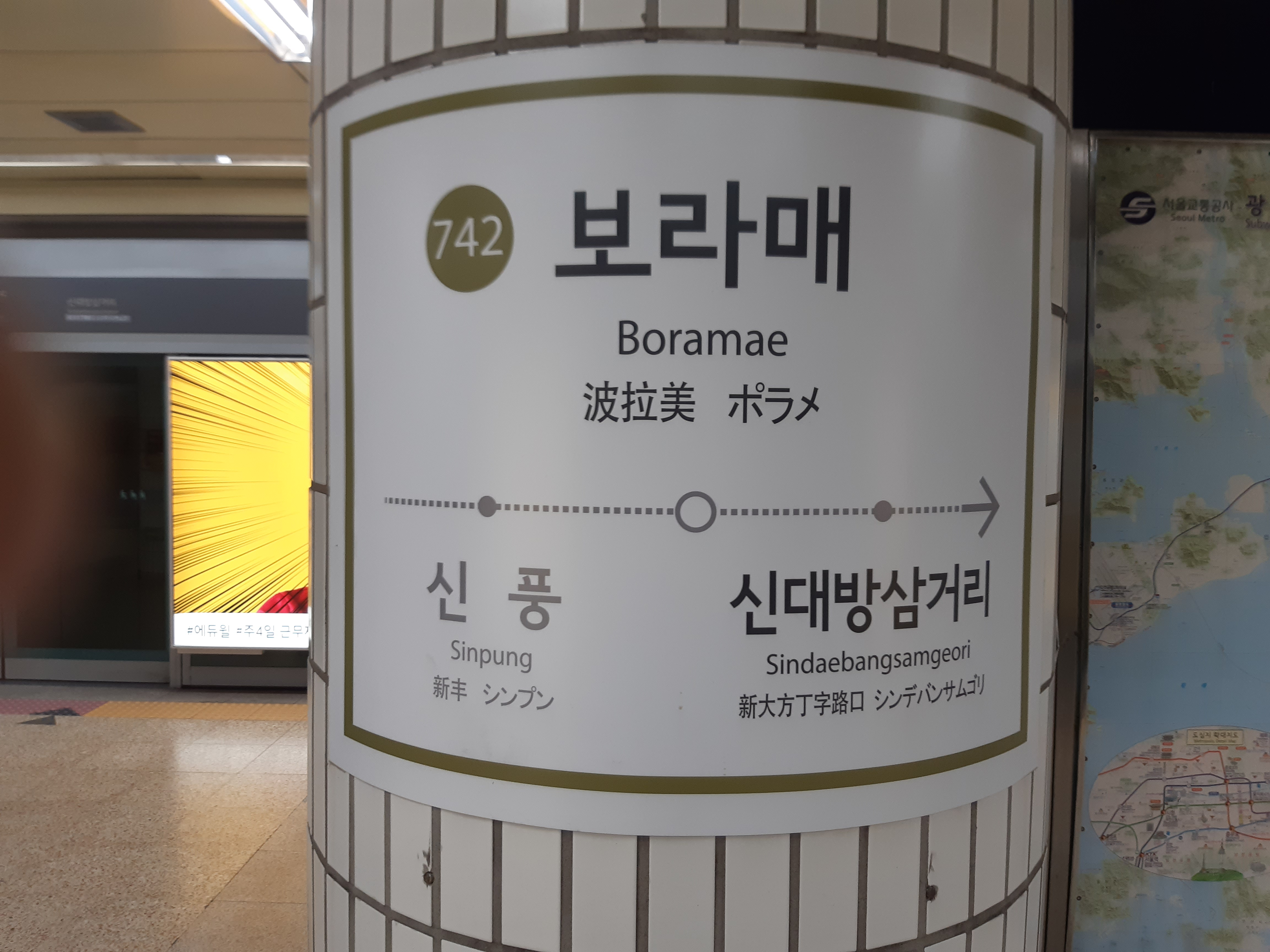
보라매역 역명판